# جزيرة رأس فيغالو
جزيرة رأس فيغالو (بالإنجليزية: Cap figalo Island)‏ هي جزيرة تقع في البحر الأبيض المتوسط قبالة ساحل بلدية بوزجار بولاية عين تموشنت الجزائرية، تقع الجزيرة على بعد 550 متر بالضبط غرب رأس فيغالو. تبلغ مساحة الجزيرة حوالي 0.07 هكتار.